# قوباء هربسية الشكل
القَوْباء هِربسيَّة الشَّكل (بالإنجليزية: Impetigo herpetiformis)‏ هوَ مرض نادر يُعتبر من أَحد أَشكال الصَدَفية البَثريَّة الشديدة التي تحدث أثناء الحَمل، ومن الممكن أن تحدث في أي أُثلوث، وَيُعتبر هذا المَرض الشكل الوحيد للأصداف البثرية والذي يُعالج بالستيرويدات.
تظهر للمَرض عدة أَمراض مِنها الحُمى والقشعريرة والغثيان والتقيؤ والإسهال، بالإضافة إلى التكزز، ومن الممكن حدوث نقص كالسيوم الدم، وقد يؤدي استمرار المرض لفترة طويلة إلى قصور المشيمة والذي قد يؤدي إلى وفاة الأطفال حديثي الولادة أو حدوث تشوهات جنينية.